# Cánh cổng xanh (phim)
Cánh cổng xanh (tiếng Anh: Blue Gate Crossing, tiếng Hoa: 藍色大門, Hán Việt: Lam sắc đại môn) là một bộ phim năm 2002 của Đài Loan đạo diễn bởi Dịch Trí Ngôn. Phim đoạt giải phim châu Á hay nhất tại Giải thưởng Điện ảnh Hồng Kông lần thứ 23.
Bộ phim được đánh giá là nhẹ nhàng, tinh tế và lôi cuốn. Tạp chí Time đánh giá bộ phim diễn tả ba cô cậu học trò một cách hồn nhiên mà không hề khờ khạo, ngọt ngào mà không mất đi tính thực tế.